# Gottlieb Konrad Pfeffel

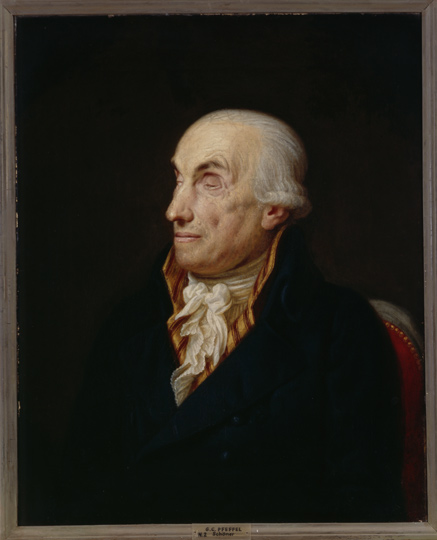
Georg Friedrich Adolph Schöner: Gottlieb Conrad Pfeffel (1809, Gleimhaus)

Gottlieb Konrad Pfeffel (auch Théophile Conrad Pfeffel; * 28. Juni 1736 in Colmar; † 1. Mai 1809 ebenda) war ein deutsch schreibender Schriftsteller, Militärwissenschaftler und Pädagoge aus dem Elsass.

## Leben
Pfeffels Familie stammte aus der Markgrafschaft Baden. Sein älterer Bruder war Christian Friedrich Pfeffel, nachmalig Pfeffel von Kriegelstein, Historiker, Jurist und Diplomat. Gottlieb Konrad studierte an der pietistischen Friedrichs-Universität Halle Rechtswissenschaft und hörte noch bei Christian Wolff. Ein Augenleiden zwang ihn 1753 zum Abbruch des Studiums. Über Dresden und Leipzig (wo er Christian Fürchtegott Gellert traf) kehrte er 1754 nach Colmar zurück. 1763 wurde er Hofrat in Darmstadt. 1773 eröffnete er in Colmar die École militaire (seit 1782 Académie militaire) für protestantische Knaben, die überwiegend dem Adel angehörten. Zu seinen Schülern gehörten unter anderem Philipp Emanuel von Fellenberg und Carl zu Isenburg. 1783 wurde er Ehrenmitglied des Großrats von Biel. 1803 war er Präsident des Konsistoriums von Colmar. 1808 wurde er als Ehrenmitglied in die Bayerische Akademie der Wissenschaften aufgenommen.
Der seit 1758 durch einen Katarakt nahezu blinde Pfeffel war nach 1790 genötigt, durch die Veröffentlichung von Gedichten und Prosaschriften in Almanachen und anderen Zeitschriften seine Familie zu ernähren, nachdem er in der Französischen Revolution fast sein gesamtes Vermögen verloren hatte. Er schrieb, von Christian Fürchtegott Gellert angeregt, vor allem Fabeln mit sozialkritischem und politischem Lehrgehalt sowie erzählende Gedichte (Die Tabakspfeife, Der Vatermörder).
Pfeffel war Mitglied der Helvetischen Gesellschaft und der Colmarer Lesegesellschaft. Seine Zugehörigkeit zur Freimaurerei wurde behauptet, blieb aber unbewiesen. Sein Sohn Gottlieb Conrad August Pfeffel (* 1759 in Colmar), der in Göttingen Jura studierte, wurde dort 1781 in die Loge Zum goldenen Zirkel aufgenommen. 1783 erhielt er das Schweizer Bürgerrecht. Sein Sohn Carl Friedrich Pfeffel wurde Bankier und Abgeordneter. Seinen  Namen trägt in Colmar eine Schule, das Collège Pfeffel.

## Werke

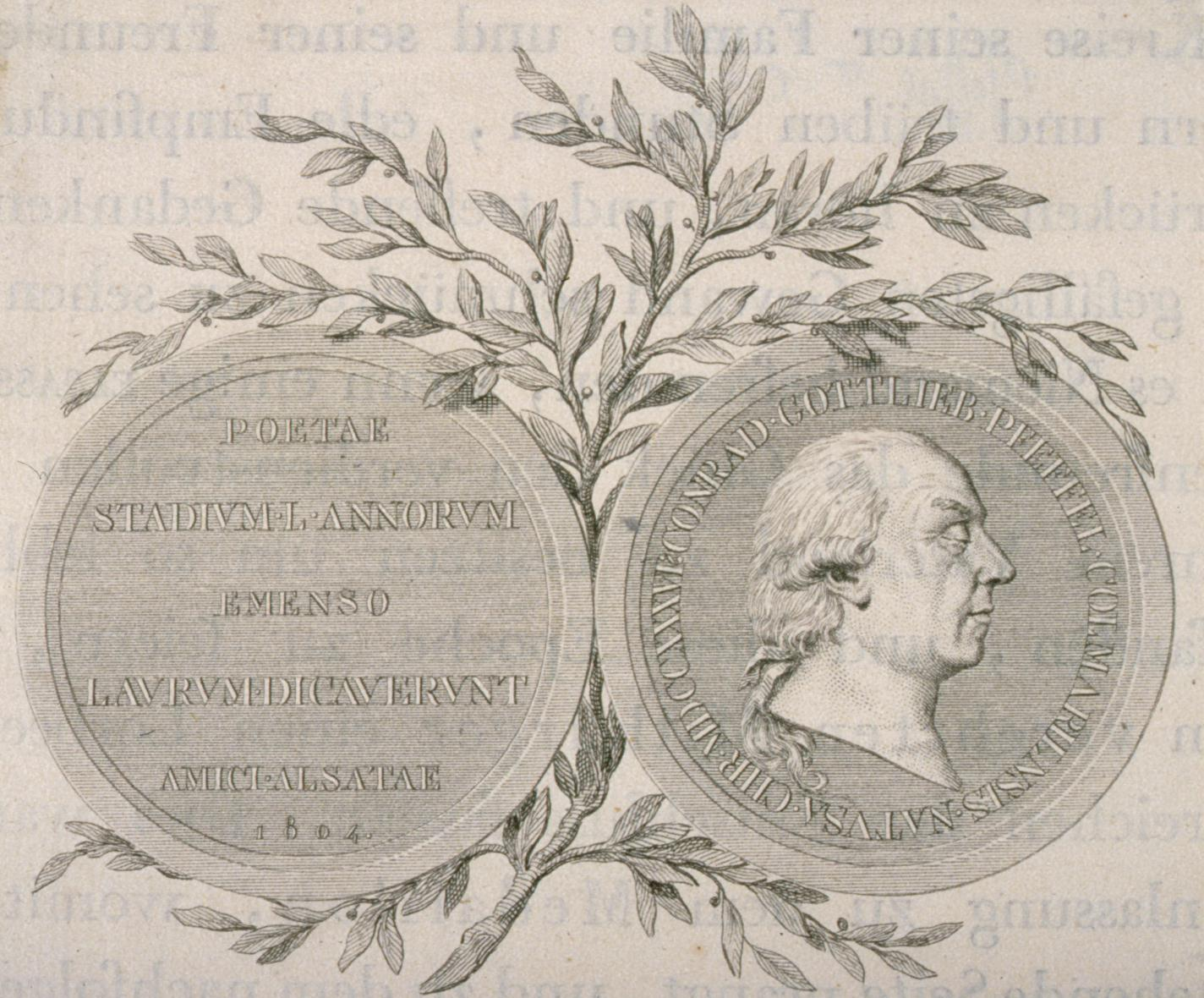
Medaille 1804

- Poetische Versuche. I.–III.Theil. Verlag: Basel : bey Wilhelm Haas dem Sohne, 1789+1790. 3 Bände.

Postum erschienen 20 Bände Poetische und Prosaische Versuche, die auf dem Server der Universitätsbibliothek Freiburg digitalisiert vorliegen.
- Biographie eines Pudels und andere Satiren. Langewiesche-Brandt, Ebenhausen 1987, ISBN 3-7846-0134-0.
- Politische Fabeln in Erzählungen und Versen. Greno-Verlag, Nördlingen 1987, ISBN 3-89190-837-7.